# 酒井一夫
酒井 一夫（さかい かずお、1955年（昭和30年） - ）は、日本の生物学者、放射線ホルミシスの研究者。理学博士。日本保健物理学会・国際対応委員会 委員長、日本放射線影響学会・UNSCEAR等 対応担当幹事 および 国際委員会 委員長、ICRP 第5専門委員会 委員、内閣府 原子力安全委員会 専門委員、医療放射線防護連絡協議会 顧問 などを歴任。NPO法人放射線教育フォーラム理事。
現在、東京大学大学院 工学系研究科 原子力国際専攻 客員教授 および 独立行政法人 放射線医学総合研究所 放射線防護研究センター センター長。
独立行政法人 放射線医学総合研究所は2006年にIAEAの協力センターに認定され、酒井は、2010年に放医研ワークショップでIAEA協働センターとしての研究活動について講演を行った。
福島第一原子力発電所事故を受け、日本学術会議・東日本大震災対策委員会・放射線の健康への影響と防護分科会・特任連携会員 および 首相官邸の原子力災害専門家グループの一員を務めている。

## 経歴
- 東京都出身
- 1977年 東京大学理学部生物化学科卒業。[14]
- 1982年 東京大学大学院理学系研究科 生化学専攻 博士課程 修了（博士課程時は東京大学医学部 医学科 放射線基礎医学教室にて研究）[1]同年3月　理学博士　論文の題は「哺乳動物培養細胞における放射線感受性とDNA傷害との関係に関する研究」[15]。
- 1982年 東京大学 医学部 医学科 助手（放射線基礎医学教室）
- 1983年-1985年 ハーバード大学医学部附属小児病院 遺伝学研究部門 博士研究員（ Postdoctoral Fellow ）
- 1989年6月 東京大学学 医学部 医学科 講師（基礎放射線医学教室）[16]
- 1994年-1999年 東京大学 医学部 医学科 専任講師（放射線基礎医学教室）
- 1999年-2000年10月 財団法人 電力中央研究所 我孫子研究所 生物学研究部 狛江分室 室長
- 2000年10月-2004年3月 財団法人 電力中央研究所 低線量放射線研究センター 上席研究員
- 2004年4月-2006年3月 財団法人 電力中央研究所 原子力技術研究所 附属 放射線安全研究センター 上席研究員
- 2006年4月 独立行政法人 放射線医学総合研究所 放射線防護研究センター センター長
- 2009年 東京大学大学院工学系研究科 原子力国際専攻 客員教授

## 被爆体験者訴訟の被告側証人
長崎市への原子爆弾投下による放射性降下物の影響を受けた被爆者に対して、被爆者健康手帳の交付を行うよう裁判が行われており、この訴訟において原告側証人として沢田昭二より提出された放射性降下物による内部被曝の実態を報告した意見書に対して、元放射線影響研究所理事長・重松逸造らと連名でアルファ線やベータ線の大腸組織に対する急性放射線障害の相対的生物効果(Relative biological effectiveness)は0であり消化管粘膜さえ透過できないので、その先の組織幹細胞に与える影響は零であるなどとして、反対の意見書を提出した。